# Mercredi des cendres politique
Le Mercredi des Cendres politique (politischer Aschermittwoch en allemand) fait référence aux réunions locales ou régionales des principaux partis allemands, qui ont traditionnellement lieu le mercredi des Cendres et qui sont souvent l'occasion de débats animés entre les partis par tribunes interposées. Cet événement n'a a l'heure actuelle plus de connotation religieuse, bien que sa date coïncide avec une fête chrétienne. En Autriche, un événement similaire est organisé par le FPÖ (parti politique autrichien) depuis 1992 à Ried im Innkreis. Ce type de réunion politique n'a pas lieu en Suisse.

## Nature
À l'origine, le Mercredi des Cendres était un événement bavarois, mais aujourd'hui il est également présent dans d'autres États allemands et en Autriche. Au sens strict, on peut donc considérer que le Mercredi des Cendres politique comprend les réunions locales des partis politiques allemands en Bavière. 
Lors de ces événements, les discours à la tribune sont caractérisés par des attaques violentes et polémiques contre l'adversaire politique, et on considère généralement que leur but n'est pas tellement de présenter de nouveaux concepts politiques ou d'avancer une critique construite, mais plutôt de rassembler et motiver les partisans du parti dans une ambiance festive et de déstabiliser les opposants politiques.